# Musken
Musken est une localité du comté de Nordland, en Norvège.

## Géographie
Administrativement, Musken fait partie de la kommune de Tysfjord.